# 스이젠지역
스이젠지역(일본어: 水前寺駅)은 일본 구마모토현 구마모토시 주오구에 위치한 규슈 여객철도 호히 본선의 철도역이다. 섬식 승강장 1면 2선의 구조를 갖춘 지상역이다.

## 타는 곳
| 1 | ■ 호히 본선 | (상행) | 구마모토 방면                     |
| 2 | ■ 호히 본선 | (하행) | 무사시즈카 · 히고오즈 · 아소 방면 |

## 이용 현황
| 연도     | 하루 평균 | 연도     | 하루 평균 |
| 1976년도 | 3,002     | 1995년도 | 1,603     |
| 1977년도 | 2,659     | 1996년도 | 1,692     |
| 1978년도 | 2,494     | 1997년도 | 1,636     |
| 1979년도 | 2,510     | 1998년도 | 1,621     |
| 1980년도 | 2,122     | 1999년도 | 1,684     |
| 1981년도 | 2,086     | 2000년도 | 1,795     |
| 1982년도 | 1,964     | 2001년도 | 1,888     |
| 1983년도 | 1,971     | 2002년도 | 1,893     |
| 1984년도 | 1,782     | 2003년도 | 2,076     |
| 1985년도 | 1,635     | 2004년도 | 2,164     |
| 1986년도 | 1,679     | 2005년도 | 2,268     |
| 1987년도 | 1,963     | 2006년도 | 2,382     |
| 1988년도 | 1,825     | 2007년도 | 2,517     |
| 1989년도 | 1,213     | 2008년도 | 2,656     |
| 1990년도 | 1,422     | 2009년도 | 2,704     |
| 1991년도 | 1,348     | 2010년도 | 2.742     |
| 1992년도 | 1,417     | 2011년도 | 2,946     |
| 1993년도 | 1,528     | 2012년도 | 2,889     |
| 1994년도 | 1,501     |          |           |
| -------- | --------- | -------- | --------- |

## 역 주변
- 구마모토 시 스이젠지 경기장 · 야구장
- 구마모토 경륜장
- 구마모토 부도칸
- 구마모토 가쿠엔 대학
- 구마모토 현립 극장

## 인접 역
| 호히 본선                | 호히 본선   | 호히 본선                    |
| ------------------------ | ----------- | ---------------------------- |
| 신스이젠지 구마모토 방면 | ■ 호히 본선 | 도카이가쿠엔마에 오이타 방면 |